# Jōkamachi
Jōkamachi (japanisch 城下町, wörtlich: „Stadt unterhalb der Burg“, auch „Burgstadt“) ist die Bezeichnung der während der Edo-Zeit als Verwaltungszentrum eines Lehens (Han) dienenden Städte in Japan. Dabei musste nicht jede Jōkamachi – entgegen dem Wortlaut des Begriffes – tatsächlich über eine Burg verfügen.

## Geschichte
Befestigungsanlagen und Städte gab es in Japan bereits seit dem 4. Jh. n. Chr., die Entwicklung von Burgstädten als Verwaltungszentren ist jedoch eine Entwicklung der Sengoku-Zeit.

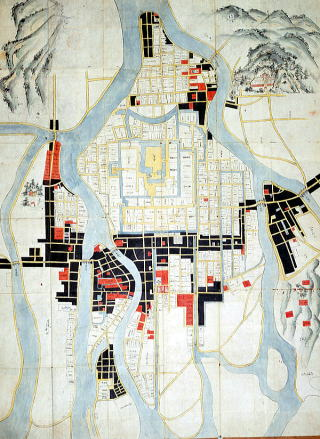
Die Jōkamachi Hiroshima, Handzeichnung, um 1700. Die Karte ist leicht nach Westen verdreht. Im Zentrum (gelb) die Burg des Daimyō, umgeben von den Samuraimachi, überwiegend im Süden die Chōninmachi (schwarz), Teramachi (rot) überwiegend im Südwesten und Nordosten.

Ab 1500 entstanden die ersten Jōkamachi der Sengoku-Daimyō, in denen sich Kaufleute, Handwerker und Samurai ansiedelten. Die Quartiere der sozialen Gruppen waren nicht getrennt. Es gab keine regelmäßige Parzellierung. Viele waren nur temporäre Siedlungen, verschwanden nach einigen Jahren und wurden an anderer Stelle wieder aufgebaut. Nur wenige Jōkamachi wiesen als Sitz eines größeren Daimyōverbandes eine kontinuierliche Entwicklung auf wie z. B. Kasugayama, das im Jahr 1570 mit ca. 30.000 Einwohnern die größte Stadt Japans neben Kyōto war.
1580 veranlasste Toyotomi Hideyoshi die mit ihm verbündeten Daimyō in ihren Provinzen nur jeweils eine Burg zu unterhalten oder in zentraler Lage eine neue zu bauen. 1585 wurde das Land neu vermessen und die Steuerabgaben wurden für die Felder abhängig von Qualität und Produktivität der Böden festgelegt. 1590 wurde das Klassensystem des Shi-no-kō-shō festgeschrieben. Die Eigentumsrechte des Landes wurden auf die Daimyō übertragen und ihr Einkommen an die ermittelte Steuerquote des von ihnen beherrschten Landes gebunden. Seit dieser Zeit beinhaltet der Begriff Daimyō einen Territorialherrscher mit einem Einkommen von mindestens 10.000 Koku im Jahr. Dabei verfügten die 30 reichsten Daimyō über ein Einkommen von 120.000 bis 1.200.000 Koku im Jahr, die 100 ärmsten dagegen konnten nur über 10.000 bis 35.000 Koku verfügen. Die Bauern wurden entwaffnet und gezwungen, auf dem Land zu leben. Den Samurai, die bisher Berufssoldaten waren, wurde mit der Festlegung ihres Standes vorgegeben, als Gefolgschaft des Daimyō in der Stadt zu siedeln. Kaufleute und Handwerker, die Ausrüstung und Proviant der Truppen sicherstellen sollten, wurden mit Steuerprivilegien und Konkurrenzschutzklauseln in den Städten gehalten. Das Betreiben von Läden außerhalb der Städte war verboten.
1601/02 fanden in allen Landesteilen die bestehenden Machtverhältnisse durch den Bau von Städten entsprechend dem Koku-Einkommen ihren Ausdruck. Daimyō, die sich in ihren Heimatprovinzen hatten durchsetzen könnten, bauten ihre seit Jahrhunderten bestehenden Burgen aus und erweiterten die bestehenden Siedlungen zu großen Jōkamachi. Gefolgsleute Hideyoshis, die sich hatten halten können, bauten in den entlegenen Provinzen neue Jōkamachi. Familienmitglieder und treue Vasallen der Tokugawa gründeten innerhalb des erweiterten Machtbereichs der Tokugawa neue Jōkamachi.
Die Herren der neu gegründeten Städte wechselten zum Teil wiederholt, Daimyō wurden versetzt oder abgesetzt. Wurde ein Daimyō versetzt, zog auch die gesamte Samuraibevölkerung aus. Wurde das Einkommen des Daimyō verringert, mussten Samurai aus dem Dienst ausscheiden und wurden Rōnin. Manche Städte wurden als große Zentren geplant, dann aber doch mit einem geringeren Einkommen ausgestattet: Z. B. wurde Takada mit einem Einkommen von 450.000 Koku gegründet und musste sich später, 1650, mit 150.000 Koku begnügen, was dazu führte, dass einige geplante Stadtviertel unbebaut blieben. Kleinere Jōkamachi wurden immer wieder mit dem Wechsel der Herrschaft aufgegeben, dafür andere an neuen Orten gegründet.
1614 gab es, mit der Sicherung der Vorherrschaft der Tokugawa, 186 Jōkamachi. Am Ende der Edo-Zeit, 1868, werden nach den unterschiedlichen Quellenangaben zwischen 254 und 276 gezählt. Im Laufe der Zeit waren es insgesamt 453 Städte, die zur einen oder anderen Zeit als Jōkamachi bezeichnet worden waren. Davon bestanden um 1970 114 als größere, 174 als kleinere Städte und 165 als Dörfer.

## Lage und Befestigung
Um die Herrschaft des Bakufu über das Land zu sichern, mussten die Truppen der Daimyō kurzfristig und über große Distanzen einsetzbar sein, daher erfolgte die Auswahl der Standorte der Jōkamachi nach landesweit strategischen Gesichtspunkten: Sie mussten in das nationale Verkehrsnetz eingebunden sein und gleichzeitig ihre Versorgung aus dem Umland sicherstellen können. Die Burgen und ihre Städte durften nicht länger abseits liegen (zu Verteidigungszwecken), sondern mussten durch ihre Lage das Geschehen in der Region bestimmen können und gleichzeitig die Kontrolle wichtiger Landstraßen bzw. der Überlandstraßen ermöglichen. Untereinander waren sie allerdings wirtschaftlich isoliert, alle diesbezüglichen Aktivitäten außerhalb der Grenzen des Lehens mussten über Osaka abgewickelt werden. Als Standort für die Jōkamachi wurden bevorzugt Orte ausgewählt, die einen erhöhten Platz für die von einem, zwei oder sogar drei Flüssen umgebene Burg und gleichzeitig genügend Siedlungsfläche für die Bevölkerung boten. Bei ihrer Anlage wurde darauf geachtet, dass die Landstraßen durch die Viertel der Kaufleute und Handwerker (Chōnin) verlaufen. Einerseits diente dies einem florierenden Gewerbe, andererseits aber auch als Schutzmaßnahme im Falle eines Angriffs: Ein Feind würde immer zunächst in die Viertel der einfachen Stadtbevölkerung geleitet.
Grundsätzlich hatten die Jōkamachi der ersten Phase alle zwei Arten von Befestigungen: Den in drei Abschnitten gegliederten Burgbereich, der in der Regel mit Steinmauern und breiten Gräben befestigt war und mit Ausnahme des Daimyō und seiner Familie nicht bewohnt war. Dazu war die gesamte Stadt mit einem Graben oder einem Erdwall umgeben. Nur zwei oder drei Tore führten in die Stadt hinein und hinaus, so dass jederzeit der Zugang der Stadt und der Verkehr kontrolliert werden konnten. Bei Jōkamachi, die im späteren Verlauf der Edo-Zeit gegründet wurden, wurde auf die äußere Umwallung verzichtet, da sie sich aus militärischen Gesichtspunkten als überflüssig erwiesen hatte.

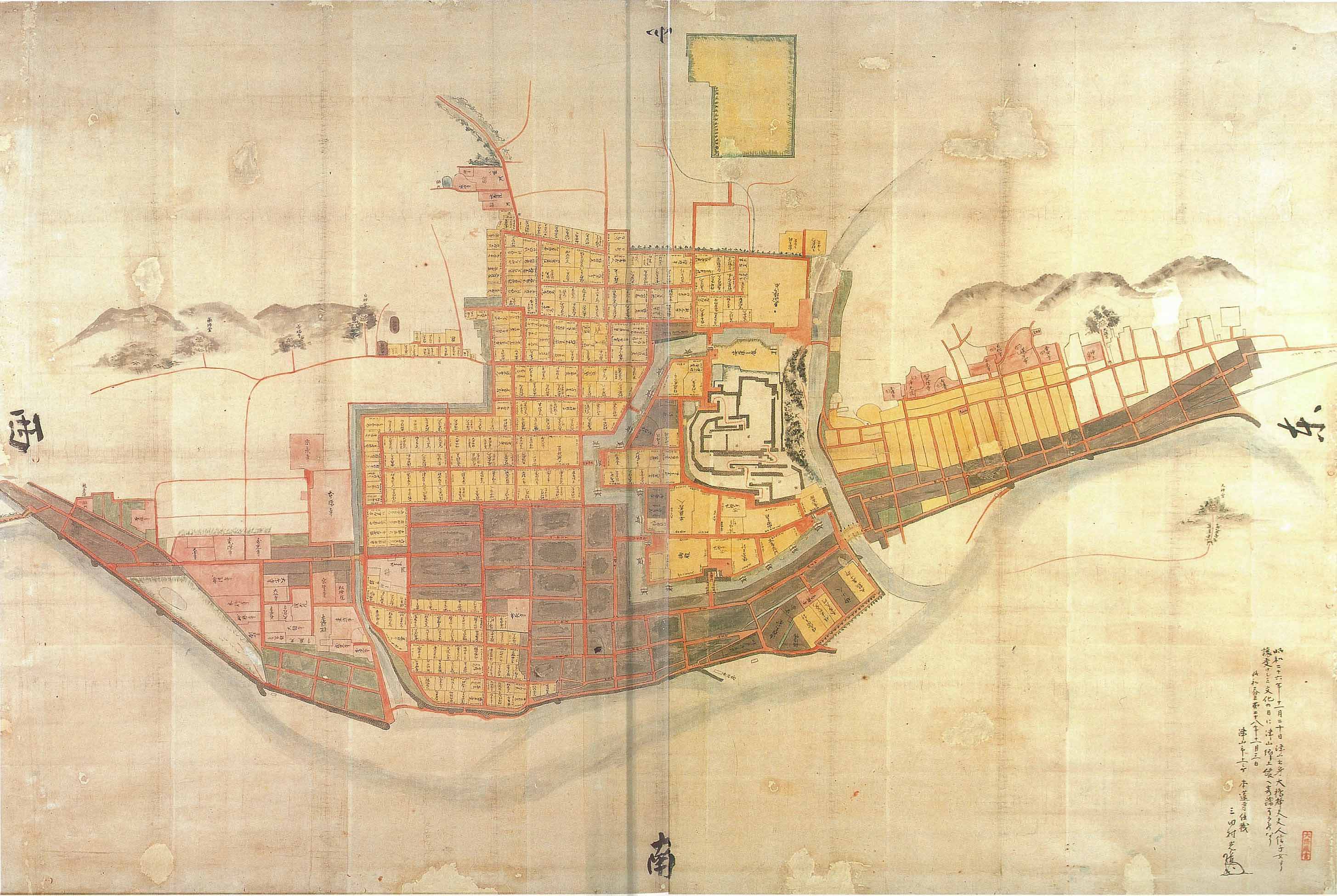
Die Jōkamachi Tsuyama, Handzeichnung, um 1700. Rechts vom Zentrum der Karte die Burg des Daimyō, innerhalb eines Wassergrabens das Viertel der ranghöheren Samurai, im Norden, Westen, Osten und Südwesten weitere Samuraimachi (gelb), südwestlich, südlich und östlich Chōninmachi (graubraun), Teramachi (rosa) überwiegend im Westen.

## Aufbau und Gliederung
Jōkamachi, die kurz vor Beginn und während der Edo-Zeit neu- oder umgebaut wurden, unterschieden sich von Stadtbauten der Vorgängerzeit dadurch, dass sie systematisch in Blöcken mit einem rechtwinkligen Straßensystem und unter Berücksichtigung des Ständesystems angelegt waren. Sie haben ihre Vorläufer in den Jinaimachi (寺内町, dt. Tempelstädte) des 14. Jahrhunderts. Städten, die im Umkreis von Klöstern entstanden waren, und in der Art der Straßenführung und der Blockeinteilung den späteren Jōkamachi glichen.
Um das Zentrum, der Burg oder Residenz des Daimyō, gliederten sich die Viertel der Samurai (Samuraimachi). Direkt um den Burgbereich herum waren die Samurai oberen und mittleren Ranges angesiedelt. Häufig war dieser Bereich durch Mauern und Wassergräben von den anderen Vierteln getrennt. Außerhalb dieser Viertel befanden sich die Quartiere der Ashigaru, der Samurai des untersten Ranges, zu denen alle Dienstmannen des Daimyō zählten wie z. B. Büchsenmacher, Falkner und Schiffskapitäne. In diesem Bereich wohnten ebenfalls die Bediensteten der Samurai. Dazu kamen noch die Parzellen für die Pferdeställe und Lagerhäuser. Ausnahmen von dieser strikten Trennung konnte es in kleineren Jōkamachi geben, dort wohnten nur die oberen Samurai direkt um die Burg, die anderen Samurai und die Chōnin dagegen in enger Nachbarschaft.
An die Samuraiviertel schlossen sich die Viertel der Kaufleute und Handwerker (Chōninmachi) an. An der Peripherie der Städte waren Flächen für Tempel und Klöster vorgesehen (Teramachi). Die Priester waren in der Nähe der Tempel untergebracht oder hatten ihre eigenen Quartiere. In einigen Fällen, wenn das Einkommen des Lehens wie im Falle Hikones stark gestiegen war (von 180.000 auf 310.000 Koku), wurden an diese außen liegenden Chōninmachi weitere Samuraimachi angebaut, die von Ashigaru bewohnt waren.
Innerhalb der Chōninmachi war die Bevölkerung nach Berufen in Häuserblöcken organisiert. Mehrere Blöcke bildeten ein Viertel, das durch Tore von den anderen Vierteln abgegrenzt war. Diese Tore waren nachts geschlossen und konnten nicht bzw. nur mit spezieller Erlaubnis passiert werden. Ein Umzug innerhalb einer Stadt in ein anderes Stadtviertel war nur möglich, wenn alle Einwohner des anderen Quartiers zustimmten, dasselbe galt bei Kauf oder Verkauf eines Hauses.
Ausgewiesene Vergnügungsviertel (Hanamachi) wie in Edo, Osaka und Kyōto gab es in den Jōkamachi nicht. Außer in den drei genannten Städten gab es während der Edo-Zeit nur in 21 weiteren Städten insgesamt 22 lizenzierte Bordelle (zwei davon in Nagasaki), die aber kein eigenes Viertel bildeten. Einzelne Vergnügungsstätten wie auch kleinere Theater hat es darüber hinaus gegeben, diese waren aber wie die Badehäuser und die Wohnstätten der Eta und Hinin nicht von den Chōninmachi getrennt ausgewiesen.
Die Bevölkerungszahl der Jōkamachi war mehr oder weniger abhängig von der Höhe des Einkommens, das den Lehen vom Bakufu zugewiesen war. Direkt abhängig war die Zahl der Samurai. Z. B. werden für Hikone im Jahr 1695 19.000 Samurai bei 310.000 Koku Einkommen genannt und für Akita im Jahr 1747 17.000 Samurai bei 205.000 Koku Einkommen. Die Anzahl der Chōnin stand dazu ungefähr im Verhältnis 1:1, konnte aber im Einzelfall abhängig von der wirtschaftlichen Entwicklung des Lehens abweichen. Bezogen auf die genannten Städte Hikone waren es 15.000 Chōnin und im Falle Akitas 21.000.
Die zugewiesene Grundstücksgröße für einen Samurai richtete sich nach dessen Einkommen und somit nach seinem Rang. Das Einkommen konnte zwischen 1000 Koku für die ranghöchsten und 40 Koku für die einfachen Dienstmannen betragen. Als Grundstücksgrößen werden 2000 m² bei 300 Koku und 1000 m² bei 100 Koku angegeben. Bei den Chōnin gab es keine großen Standesunterschiede, die ihnen zugewiesenen Parzellengrößen unterschieden sich nur geringfügig; die Grundstücke waren in der Regel 25–35 m tief und 5–12 m breit. Neben der Grundstücksgröße war ihnen dabei auch die Hausgröße und die Anzahl der Geschosse vorgeschrieben und Abweichungen wurden nicht geduldet.

## Anmerkung
1. ↑  T. G. Tsukahira: Feudal Control in Tokugawa Japan, Cambridge (Massachusetts), 1970 nach Gutschow zitiert auf S. 118, nach dem das Taisei bukan (Vollständige Liste der Landesfürsten) des Jahres 1853 265 Jōkamachi auflistet, von denen 158 Städte mit Burg, 7 Städte ohne Burg, doch den Burgstädten im Rang gleichgesetzt, und 100 Städte ohne Burg waren.
2. ↑  In Japan selbst versteht man unter Jōkamachi ausschließlich Städte mit einer Burg. Die Mehrdeutigkeit kommt zustande, wenn nicht genau unterschieden wird zwischen:
  1. Liste der Han (z. B. im Jahre 1868),
  2. Liste der Burgen
  3. Liste der Städte mit Burg der größeren Lehen,
  4. Liste der Städte ohne Burg der kleinen Lehen. Dort begnügte man sich mit  einem Festen Haus (陣屋, jin’ya),
  5. Liste der Zusatztitel der Daimyo, wie (城主, jōshu, dt. Burgherr).

Siehe z. B. Yamori Kazuhiko: Jokamachi. Gakuseisha 1972, ISBN 4-311-40301-1